# Бичева
Бичева́ — село в Україні, у Любарській селищній територіальній громаді Житомирського району Житомирської області. Кількість населення становить 681 особу (2001). У 1923—2017 роках — адміністративний центр однойменної сільської ради.

## Географія
Селом протікає річка Попівка. Розташоване за 20 км на південь від Любара та 22 км від найближчої залізничної станції Адампіль.

## Населення
У 1885 році кількість мешканців села — 801, дворів — 142.
Відповідно до результатів перепису населення Російської імперії 1897 року, загальна кількість мешканців села становила 1 468 осіб, з них: православних — 1 403, чоловіків — 724, жінок — 744.
Відповідно до перепису населення СРСР, на 17 грудня 1926 року чисельність населення становила 1 785 осіб, з них за статтю: чоловіків — 851, жінок — 934; етнічний склад: українців — 1 772, євреїв — 1, поляків — 7, чехів — 5. Кількість домогосподарств — 403, з них, несільського типу — 3.
Станом на 1972 рік, кількість населення становила 1 031 особу, дворів — 297.
Відповідно до результатів перепису населення СРСР, кількість населення, станом на 12 січня 1989 року, становила 770 осіб, станом на 5 грудня 2001 року, відповідно до перепису населення України, кількість мешканців села становила 681 особу.

### Мова
Розподіл населення за рідною мовою за даними перепису 2001 року:
| Мова            | Кількість | Відсоток |
| --------------- | --------- | -------- |
| українська      | 676       | 99.27 %  |
| російська       | 4         | 0.58 %   |
| інші/не вказали | 1         | 0.15 %   |
| Усього          | 681       | 100 %    |

## Історія
В середині 19 століття — велике село в Літинському повіті, мешканців чоловічої статі — 376 осіб, землі селянської — 872 десятини, поміщицької — 1 110 дес. Перебувало у власности князя Голіцина, раніше належало Шашкевичам.
У 1885 році — колишнє власницьке село Качанівської волості Літинського повіту Подільської губернії, була церква, школа, гостиний двір, водяний млин.
В кінці 19 століття — село Качанівської (згодом — Терешпільська) волості Літинського повіту, мало церкву, школу та млин.
1 листопада 1921 року під час Листопадового рейду в районі села Бичева проходив бій між Подільською групою (командувач Михайло Палій-Сидорянський) Армії Української Народної Республіки та 7-м кавалерійським полком (командир — Ілля Дубинський) 1-ї бригади 2-ї кавалерійської дивізії московських військ, що переслідував групу.
У 1923 році увійшло до складу новоствореної Бичівської сільської ради, котра, від 7 березня 1923 року, стала частиною новоутвореного Терешпільського району Вінницької округи; адміністративний центр ради. 17 червня 1925 року, відповідно до постанови ВУЦВК та РНК УСРР «Про адміністративно-територіяльне переконструювання Бердичівської й суміжних з нею округ Київщини, Волині й Поділля», село, разом із сільською радою, передане до складу Любарського району Бердичівської округи. Відстань до районного центру, містечка Любар — 20 верст, до окружного центру, м. Бердичів — 70 верст, до залізничної станції «Семки» — 15 верст.
13 лютого 1935 року, відповідно до постанови Президії ВУЦВК «Про склад нових адміністративних районів Вінницької області», село, в складі сільської ради, передане до новоствореного Остропільського району Вінницької області. Станом на 1 вересня 1946 року — адміністративний центр Бичівської сільської ради Остропільського району Кам'янець-Подільської області.
На фронтах Другої світової війни воювали 173 жителі села, 97 з них загинули, 99 нагороджені орденами та медалями. На їх честь, у 1944 році споруджено пам'ятник.
За радянської влади в селі розміщувалася центральна садиба колгоспу ім. Чапаєва, що мав земель 1922 га, з них ріллі — 1833 га. Господарство вирощувало зернові й технічні культури, мало м'ясо-молочне виробництво. В селі була 8-річна школа, будинок культури, бібліотека, фельдшерсько-акушерський пункт, дитячі ясла та дві крамниці.
5 лютого 1965 року, відповідно до указу Президії Верховної Ради Української РСР "Про внесення змін до Указу Президії Верховної Ради Української РСР від 4 січня 1965 року «Про внесення змін в адміністративне районування Української РСР», с. Бичева Мшанецької сільської ради Старокостянтинівського району Хмельницької області, передане до складу Любарського району Житомирської області з підпорядкуванням Великоволицькій сільській раді. 5 липня 1965 року, відповідно до рішення Житомирського облвиконкому № 403 «Про зміни в адміністративно-територіальному поділі Бердичівського, Дзержинського, Любарського, Новоград-Волинського і Радомишльського районів, та про об'єднання окремих населених пунктів області», відновлено Бичівську сільську раду в складі Любарського району.
10 березня 2017 року село увійшло до складу новоствореної Любарської селищної територіальної громади Любарського району Житомирської області. Від 19 липня 2020 року, разом з громадою, в складі новоствореного Житомирського району Житомирської області.

## Відомі люди
- Горобець Віктор Миколайович (нар. 1964) — доктор історичних наук, професор, професор. Заслужений діяч науки і техніки України.
- Шашкевич Антін (1813—1880) — український поет І-ї половини XIX ст., автор слів пісні «Там, де Ятрань круто в'ється».